# Bishonen
Bishonen (chữ Hán: 美少年之恋, Hán Việt: Mĩ thiếu niên chi luyến, tạm dịch: tình yêu của nam thiếu niên đẹp) là một bộ phim lãng mạn Hồng Kông sản xuất năm 1998 về chủ đề đồng tính.

## Nội dung
- Chuyện phim bắt đầu với Jet (Phùng Đức Luân thủ vai): anh ta là một kẻ đồng tính đẹp trai lông bông, có thể hấp dẫn bất cứ ai. Nhưng anh ta vẫn luôn thấy một khoảng trống trong lòng. Anh biết tình yêu vẫn chưa đến với mình. Một ngày nọ, anh gặp 1 đôi nam nữ trong phòng triển lãm. Tự nhiên Jet bị thu hút bởi chàng trai. Anh chạy theo, chỉ để ngắm nhìn chàng trai đó và ngưỡng mộ hạnh phúc của họ. Về nhà trọ, anh kể lại cho Ah Ching, người bạn cùng làm nghề với mình nghe. Ching đã đem câu chuyện đó đăng quảng cáo trên báo, tìm một người đã gặp tại phòng triển lãm và để lại tên cùng số điện thoại của Jet.

Khi biết chuyện, Jet rất bực tức. Thế nhưng tối hôm đó, đột ngột Jet gặp lại chàng trai đó. Anh ta là một nhân viên cảnh sát, tên là Sam (Ngô Ngạn Tổ). Hai người nói chuyện và rất tâm đắc với nhau. Sam đưa Jet lên tầng thượng một cao ốc, nơi Sam vẫn thường đến những khi có chuyện buồn. Sam đã tâm sự cho Jet nghe rất nhiều về chuyện gia đình mình, về những hy vọng của người cha đặt vào Sam vào tương lai của Sam. Jet giấu không để Sam biết về nghề nghiệp của mình. Lúc nào trong lòng Jet cũng nghĩ đến Sam. Jet biết mình đã yêu Sam rồi. Về nhà Sam chơi, nghe mẹ Sam kể chuyện, Jet cảm thấy đây chính là cái mình cần. Một cuộc sống ổn định, một gia đình êm ấm. Jet đã nói chuyện với Sam và rất tâm đắc với nhau.
- Ah Ching (Tăng Sĩ Hiền) là một nhân viên văn phòng, với cặp kính cận trí thức, Ah Ching rủ Fai - một chàng trai nhút nhát mới vào nghề trong công ty - về nhà chơi và tối hôm đó hai người đã hoàn toàn hiểu về nhau. Khi thức dậy bên Fai, Ching cảm thấy may mắn và hạnh phúc biết bao và mong rằng khoảnh khắc đó sẽ không bao giờ kết thúc.

Thế nhưng Fai đã gặp một người khác, một ca sĩ đang bước vào nghề và Fai bắt đầu nghi ngờ tình cảm của mình dành cho Ching. Fai thấy mình bị KS (Doãn Tử Duy), chàng ca sĩ kia thu hút thật sự và Fai đã đến với KS. Fai hoàn toàn đắm chìm trong tình cảm mới này. Hai người đã có những ngày thật vui vẻ và hạnh phúc bên nhau, trong khi Ah Ching đau lòng khi thấy tình cảm của mình đang bị phai nhạt dần. Một ngày nọ, Fai nghe KS đang thiếu nợ ngân hàng 8000 HKD, tuy KS không hỏi muợn, nhưng trong lòng Fai vẫn nhất quyết tìm cách giúp đỡ người mình yêu.
- K.S là một người muốn làm ca sĩ: anh ta rất mạnh bạo, thuần thục trong chuyện thỏa mãn những khao khát của mình và bạn tình. Fai gặp K.S trên đường phố, sau đó họ yêu nhau và có những kỉ niệm khó quên. Nhưng tham vọng làm ca sĩ của K.S đã khiến mối quan hệ đổ vỡ. Fai trở thành một người khác hẳn. Sau này, K.S cũng thành danh.

Fai tìm đến Ah Ching nhờ giúp đỡ và Ah Ching đã đi bán thân để có tiền giao cho Fai. Nhận những đồng tiền của Ah Ching đưa, Fai cũng thấy mình có lỗi với tình cảm của Ching, nhưng khi đem đến cho KS, anh cảm thấy thật vui vẻ. Nhưng Fai ngỡ ngàng nhận ra, K.S hoàn toàn không cần đến số tiền nhỏ nhoi kia, cũng như ngỡ ngàng nhận ra sự xa cách dần dần của tình cảm giữa mình và K.S. Chàng ca sĩ đã nhanh chóng lao nhanh trên đường danh vọng và họ chia tay nhau. Fai cũng đã chia tay Ah Ching hẳn, hai người mất liên lạc với nhau. Ah Ching trượt dài trên con đường xấu xa mà mình đã lỡ bước chân vào tình dục đồng giới. Thế nhưng Ah Ching vẫn luôn nhớ đến Fai, người mà mình thật lòng yêu mến, vẫn giữ mãi chiếc quạt bằng sứ, món quà Fai tặng cho anh.
- Jet tìm mọi cách đẻ Sam hiểu lòng mình, nhưng vẫn thất bại. Sam có vẻ hoàn toàn không phải là gay, không quan tâm gì đến tình cảm của Jet. Một bữa buồn buồn, Jet đi lên đồi. Ở đó, anh gặp K.S và dễ dàng chấp nhận về nhà với anh ta. K.S bảo rằng ở Jet có một điều gì đó quen thuộc, khiến cho K.S nhớ lại một người quen từ rất lâu. K.S mong muốn được nối dài mối quan hệ với Jet. Nhưng Jet chẳng chú ý đến, anh coi như đây chỉ là một trò chơi qua đường và chia tay KS, không bao giờ hẹn gặp lại. Bữa hôm đó, Jet quyết định nói thật với Sam. Hai người chơi bóng và Jet giả vờ bị trật chân. Sam đưa Jet về nhà. Jet hoàn toàn vui vẻ đang định nói hết những gì mình ấp ủ, muốn bày tỏ hết lòng mình. Đột nhiên Ah Ching về, nhận ra Sam chính là Fai, người mà Ching vẫn luôn nhớ thương. Sam chối bỏ tất cả, bỏ ra về như trốn chạy một sự thật. Ching cảm thấy mình bị tổn thương vô cùng khi Sam hoàn toàn gạt bỏ những tình cảm của mình, anh đập vỡ tan chiếc quạt kỷ niệm.

Phần Jet, hiểu ra rằng Sam là gay và anh ta cố giấu không dám nhận mình như thế. Jet chạy đến nhà Sam, tát thẳng vào mặt Sam vì sự hèn nhát đó. Hai người nhận ra họ đã yêu nhau thật sự. Họ ôm chầm lấy nhau, âu yếm mà quên mất cửa chưa khóa, không để ý gì đến xung quanh. Thế nhưng cha của Sam đã về và chứng kiến sự việc. Ông quay lưng bỏ chạy, không dám tin vào sự thật về đứa con trai của mình, đứa con mà mình đặt hoàn toàn niềm tin tưởng và hy vọng, lại là người đồng tính. Ông không nói lời trách cứ gì với Sam, ông chỉ nhìn con trai mình và ứa nước mắt. Sam thấy mình có lỗi với cha. Anh đã khóc rất nhiều vì ân hận. Anh lại leo lên toà nhà mà mình vẫn đến mỗi khi có chuyện buồn. Anh nhớ lại giọt nước mắt trên khóe mắt của cha. Làm sao Sam có thể để tình cảm của mình làm tổn thương đến người mà anh tôn thờ nhất. Anh cảm thấy mình đã làm sai, nhưng anh không thể nào sửa chữa nổi được nữa. Anh bị dày vò bởi tất cả những gì mình đã gây ra cho Ah Ching, K.S, Jet và gia đình... anh chỉ còn một lối thoát là tự sát.
Một ngày, Jet nhận được lá thư của Sam. Đó là mẩu quảng cáo mà An Ching đã đăng trên báo và lá thư cuối cùng của Sam. "Jet, anh thật lòng quan tâm đến em, anh luôn giữ mảnh giấy này bên mình và nghĩ rằng một ngày chúng ta không còn bên nhau nữa, anh sẽ cho em xem, để biết rằng anh thật lòng quan tâm đến em. Bây giờ anh thật sự đi xa lắm và anh gởi lại nó cho em..." Jet đã khóc vì xúc động.
Sam chết, dường như mọi nút thắt đều được giải tỏa... Nhưng đọng lại trong Jet là nỗi nhớ về hình ảnh một người con trai đầu tiên mà anh yêu.

### Diễn viên
- Ngô Ngạn Tổ trong vai Sam
- Phùng Đức Luân trong vai Jet
- Thư Kì trong vai Kana
- Doãn Tử Duy trong vai KS
- Tăng Sĩ Hiền trong vai Ah Ching